# XIX Zjazd WKP(b)
XIX Zjazd Wszechzwiązkowej Komunistycznej Partii (bolszewików) obradował od 5 do 14 października 1952 r. w Moskwie. Zjazd miał charakter uroczysty i był demonstracją siły oraz znaczenia WKP(b) i jej przywódcy Józefa Stalina. Zasłynął przede wszystkim uchwałą o zmianie nazwy partii.
Był pierwszym zjazdem sowieckiej partii komunistycznej od 13 lat, pomimo że generalny sekretarz zobowiązany był do zwoływania zjazdów minimum raz na pięć lat. Niezwoływanie zjazdu od 1939 r. to jeden z przejawów wszechwładzy Stalina w ZSRR.
Stalin wygłosił przemowę w ostatnim dniu zjazdu. Prowadzenie zjazdu i wygłoszenie referatu sprawozdawczego Komitetu Centralnego powierzył Gieorgijowi Malenkowowi. Głównym przedmiotem obrad było wychwalanie zasług Stalina i podkreślanie słuszności jego polityki. Podczas zjazdu delegaci przyjęli uchwałę zmieniającą nazwę WKP(b) na "Komunistyczna Partia Związku Radzieckiego" (KPZR), pod którą ta funkcjonowała już do końca swojego istnienia w 1991 r. Przedstawiono również nowy Statut KPZR, w którym określono, kto może być członkiem partii, jakie ma prawa i obowiązki, ustalono strukturę partii, kto zasiada w najwyższych szczeblach, oraz okręgowych, krajowych i republikańskich organizacjach partyjnych.
Podjęto również decyzję w sprawie piątego już Planu Pięcioletniego rozwoju ZSRR na lata 1951–1955. Zjazd stanowił szczytowy punkt akcji antyżydowskiej, czyli atakowania przez Stalina osób pochodzenia żydowskiego na szczytach władzy. Przemówienie inauguracyjne wygłosił Wiaczesław Mołotow, a zamykające Klimient Woroszyłow. W skład nowego Komitetu Centralnego Partii weszło 125 osób (m.in. Stalin, Breżniew, Bułganin, Beria, marszałek Iwan Koniew itd.). Na zastępców członków KC wyłoniono 111 nazwisk (m.in. marszałka Żukowa), natomiast skład Centralnej Komisji Rewizyjnej KPZR liczył 37 członków. W wybranym kierownictwie partyjnym znalazło się wielu nowych ludzi. Znamiennym był natomiast fakt, że nie dokonano wyboru sekretarza generalnego KC KPZR, a Józef Stalin został wyłącznie jednym z sekretarzy Komitetu Centralnego (stanowisko I Sekretarza KC przywrócono dopiero po jego śmierci i obejmie je Nikita Chruszczow). Do pewnego stopnia uznać można zjazd jako pierwszy krok do przygotowania kolejnej "czystki", przerwała je jednak śmierć Stalina 5 miesięcy po zjeździe. 
W zjeździe gościnnie uczestniczyły również 44 delegacje partii komunistycznych innych krajów świata, wśród nich delegacja chińska z Mao Zedongiem na czele (delegacja amerykańska nie mogła przybyć na zjazd, gdyż rząd USA nie wydał im wiz). Delegacji Polskiej Zjednoczonej Partii Robotniczej przewodniczył Bolesław Bierut, który wygłosił przemówienie 7 października, w którym dziękował ZSRR za pomoc narodowi polskiemu w odbudowie kraju i budowie Pałacu Kultury i Nauki, który określił jako wspaniały dar Związku Radzieckiego, będący przykładem braterskiej, serdecznej pomocy.